# Bobby House
Bobby House (* 7. Januar 1973 in Whitehorse, Yukon) ist ein ehemaliger kanadischer Eishockeyspieler, der während seiner Karriere unter anderem für die Hamburg Freezers aus der Deutschen Eishockey Liga aktiv war.

## Karriere
House begann seine Karriere 1989 in der kanadischen Juniorenliga Western Hockey League bei den Spokane Chiefs. Dort spielte er zwei Jahre und wechselte anschließend innerhalb der Liga zu den Brandon Wheat Kings. Dort konnte sich der Rechtsschütze über die Jahre kontinuierlich weiterentwickeln und gehört zu den punktbesten Scorern im Team. Während des NHL Entry Draft 1991 wurde er von den Chicago Blackhawks in der dritten Runde an insgesamt 66. Position ausgewählt. House verblieb bis zum Ende der Spielzeit 1992/93 bei den Wheat Kings und schloss sich daraufhin den Indianapolis Ice aus der International Hockey League an. Seine letzte Saison in der WHL war zugleich seine erfolgreichste, so erzielte er in 61 Spielen 96 Scorerpunkte.
Die Saison 1994/95 verlief für den gelernten Stürmer nicht sehr positiv. House konnte sich bei den Indianapolis Ice keinen Platz im Stammkader erkämpfen und wurde teilweise sogar in der East Coast Hockey League bei den Columbus Chill eingesetzt. Daraufhin entschied sich der damals 22-jährige für einen Wechsel in die American Hockey League zu den Albany River Rats, dem damaligen Farmteam der New Jersey Devils. Trotz guter Leistungen bekam er allerdings nie die Chance, sich in der NHL zu bewähren. Seinen Höhepunkt erreichte der 1,85 m große Stürmer in der Saison 1995/96, als er für die River Rats in 77 Partien 86 Punkte erzielte.
In den folgenden Jahren wechselte er mehrmals den Verein und spielte während dieser Zeit unter anderem für die AHL-Klubs Hershey Bears, Syracuse Crunch und Springfield Falcons. Im Sommer 1999 unterschrieb er einen Vertrag bei den Toronto Maple Leafs, die ihn jedoch nur in deren Farmteam, den St. John’s Maple Leafs, einsetzten.
Nachdem er sich schließlich kaum noch Hoffnungen auf ein dauerhaftes Engagement in der NHL machte, forcierte House einen Wechsel nach Europa. Dort wurden die Verantwortlichen der Hamburg Freezers aus der DEL auf ihn aufmerksam und transferierten ihn zur Saison 2002/03 in die Hansestadt. Hier konnte er mit den Freezers dreimal in Folge die Play-offs erreichen. 2004 konnte man sogar bis ins Play-off-Halbfinale vorstoßen, wo man schließlich gegen den späteren Meister, die Frankfurt Lions, verlor. House hatte an diesem Erfolg einen erheblichen Anteil. So gehörte er nicht nur in der Hauptrunde zu den besten Scorern im Team, er konnte sich in den Play-offs noch einmal steigern und erzielte in elf Spielen acht Scorerpunkte (Vier Tore und vier Assists). Im Jahr 2005 beendete er im Alter von 32 Jahren seine aktive Eishockeykarriere.

## Erfolge und Auszeichnungen
- 1995 Calder-Cup-Gewinn mit den Albany River Rats
- 2001 Teilnahme am AHL All-Star Classic
- 2001 AHL Second All-Star Team